# Аккани
Аккани (чук. Ыӄынин, наукан. Ыӄыт) — мыс на побережье Чукотского полуострова, омывается водами Мечигменского залива Берингова моря. Административно относится к территории Чукотскому району Чукотского автономного округа.
Рядом с мысом находится незамерзающая полынья, а также большое лежбище моржей.

## Топоним
Название в переводе с чук. Ыӄынин — «студёный», «холодный». Согласно другой версии название переводится как «семь юрт».
Слово Ыӄыт в науканском языке происходит от ыӄы «щёки».